# Wola Grzybowska
Wola Grzybowska – osiedle i obszar MSI w Warszawie w dzielnicy Wesoła.

## Położenie
Wola Grzybowska położona jest we wschodniej części dzielnicy Wesoła, a zarazem Warszawy, granicząc z miastem Sulejówek (dzielnicą Cechówka). Północną granicę osiedla stanowi linia kolejowa nr 2 (Warszawa – Terespol).

## Historia
Początkowo folwark i osada należąca do gminy Okuniew. Legenda o pochodzeniu nazwy głosi, iż jej właścicielem był starosta warszawski – Grzybowski. Co najmniej od początku XX wieku własność księcia Emanuela Bułhaka. Według spisu z 1931 roku na terenie Woli Grzybowskiej były 52 domy. W czasach II wojny światowej poważnie zniszczona, ale odbudowana. W 1969 roku wieś włączona do miasta Wesoła, a 27 października 2002 roku w wyniku referendum została włączona w granice Warszawy.

## Historia administracyjna
Wieś Grzybowska Wola należała w latach 1867–1930 do gminy Okuniew w powiecie warszawskim. W 1921 roku Grzybowska Wola liczyła 437 mieszkańców, a folwark Grzybowska Wola 17. 
1 kwietnia 1930 Wolę Grzybowską włączono do gminy Wawer w tymże powiecie.
20 października 1933 utworzono gromadę Wola Grzybowska w granicach gminy Wawer, składającą się ze wsi Wola Grzybowska, Groszówka i Wesoła.
1 kwietnia 1939 gromadę Wola Grzybowska wyłączono z gminy Wawer i włączono do nowo utworzonej gminy Sulejówek w tymże powiecie. Do gromady Wola Grzybowska przyłączono wówczas 101 ha gromady Poligon, dotychczas w gminie Wawer.
Podczas II wojny światowej w Generalnym Gubernatorstwie, w dystrykcie warszawskim. W 1943 gromada Wola Grzybowska liczyła 4433 mieszkańców.
1 lipca 1952, w związku z likwidacją powiatu warszawskiego, gromadę Wola Grzybowska wyłączono z gminy Sulejówek i włączono do nowo utworzonej gminy Wesoła w nowo utworzonym powiecie miejsko-uzdrowiskowym Otwock, gdzie gmina ta została przekształcona w jedną z jego ośmiu jednostek składowych – dzielnicę Wesoła. Część gromady Wola Grzybowska stanowiąca 101 ha poligonu (włączonego do gminy Sulejówek w 1939 roku) włączono do miasta Rembertów.
Dzielnica Wesoła przetrwała do końca 1957 roku, czyli do chwili zniesienia powiatu miejsko-uzdrowiskowego Otwock i przekształcenia go w powiat otwocki. 1 stycznia 1958 dzielnicy Wesoła nadano status osiedla, przez co Wola Grzybowska stała się integralną częścią Wesołej, a w związku z nadaniem Wesołej praw miejskich 1 stycznia 1969 – częścią miasta.
1 czerwca 1975 Wesoła weszła w skład stołecznego województwa warszawskiego.
W związku z kolejną reformą administracyjną, Wesoła weszła w skład powiatu mińskiego w województwie mazowieckim. 1 stycznia 2002 Wesołą wyłączono z powiatu mińskiego i przyłączono do powiatu warszawskiego.
W związku ze zniesieniem powiatu warszawskiego 27 października 2002 miasto Wesoła, wraz z Wolą Grzybowską, włączono do Warszawy.

## Transport
W północno-wschodniej części osiedla znajduje się stacja kolejowa Warszawa Wola Grzybowska. Odjeżdżają stąd m.in. pociągi Szybkiej Kolei Miejskiej linii S2 (Sulejówek Miłosna – Warszawa Lotnisko Chopina) oraz pociągi Kolei Mazowieckich w kierunku Warszawy Zachodniej, Mińska Mazowieckiego, Siedlec, Mrozów oraz Łukowa.
Przy ulicy Armii Krajowej znajduje się pętla autobusowa o nazwie Wola Grzybowska. Odjeżdżają stąd autobusy linii 514 w kierunku Metra Politechnika oraz N71 w stronę Dworca Centralnego. Oprócz tego przez dzielnicę przejeżdżają autobusy linii 173 (Stara Miłosna – Dworzec Wschodni (Lubelska)).

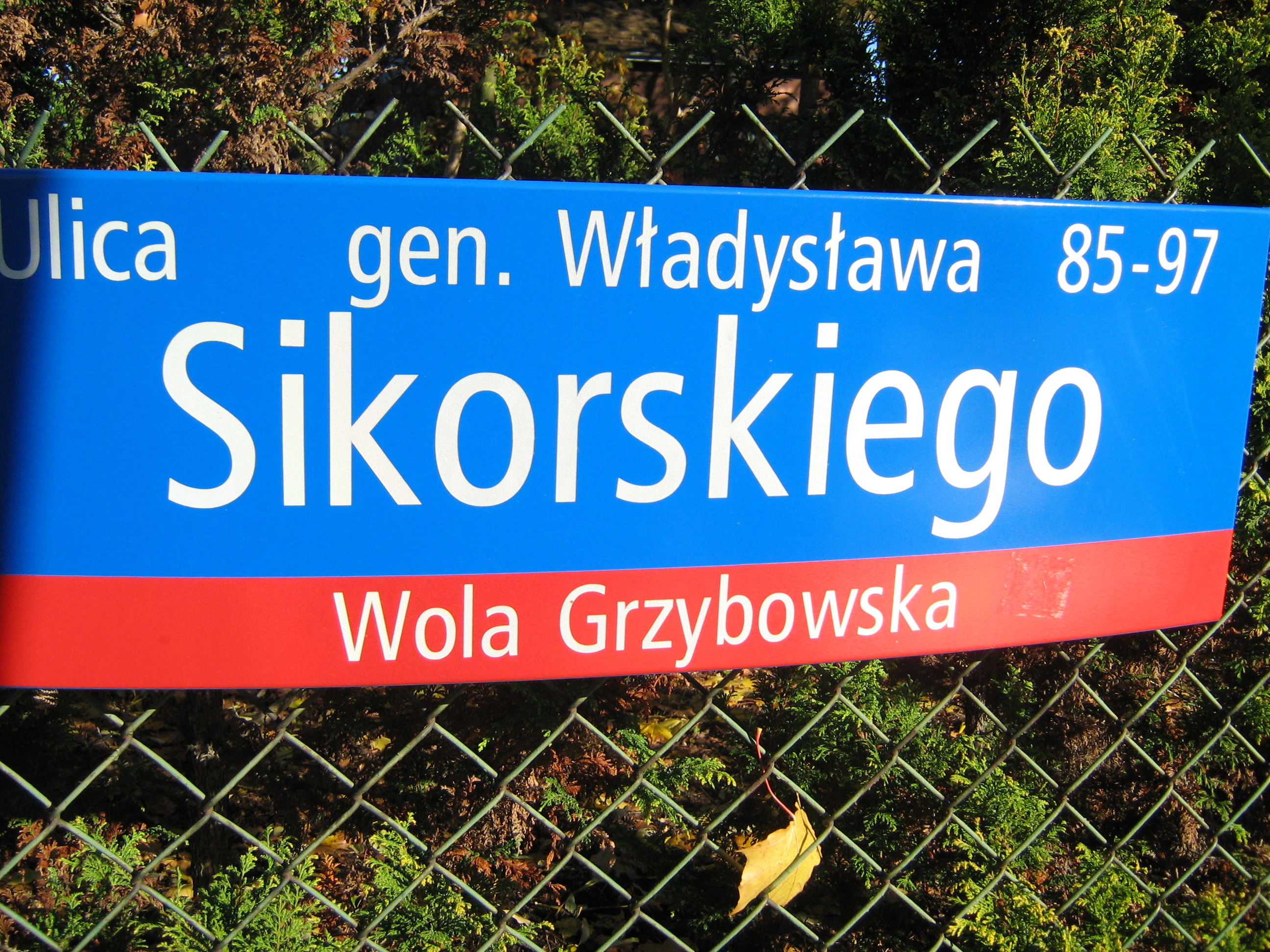
Ulica Sikorskiego w Wesołej, tego samego patrona ma jedna z ulic Mokotowa